# روترینگ
روترینگ ( به آلمانی : Rotring ) با سبک نگارش (rOtring) یک برند آلمانی در زمینهٔ نوشت افزار و لوازم التحریر است که در شهر هامبورگ آلمان قرار دارد.

## تاریخچه
کمپانی روترینگ در سال ۱۹۲۸ تحت عنوان شرکت Tintenkuli handels به وجود آمد که در سال‌های آینده به روترینگ تغییر نام داد. محصول معروف این شرکت راپیدوگراف‌های آن است و همچنین دارای علامت‌های ثبت شدهٔ rapidograph و isograph ست.
روترینگ در سال ۱۹۹۸ زیر مجموعه شرکت سن فورد (شرکت آمریکایی نوشت افزار که خود از ۱۹۹۲ زیر مجموعه شرکت نول روبرمیند است) گردید.

## محصولات

راپید راپیدوگراف روترینگ سایر ۰٫۳۵

راپید ایزوگراف روترینگ سایز ۰٫۳۵

برندها کاری شرکت روترینگ به شرح زیر است:

نمونه بازشده روترینگ سایز ۰٫۳۵ میلی‌متر

- راپید : rapidograph و isograph
- خودنویس : art pen
- مداد نوکی : rapid pro
- ماژیک ، پاک کن : Tikky
- نمونه بازشده روترینگ سایز ۰٫۳۵ میلی‌مترخط کش و پرگار : Precision